# XLI symfonia (KV 551)
Symfonia nr 41 "Jowiszowa" C-dur, KV 551 – jedna z 3 wielkich symfonii Wolfganga Amadeusa Mozarta, w czterech częściach. Nazwana Jowiszową przez Johanna Petera Salomona. Ostatnia symfonia Mozarta. Skomponowana razem z symfoniami Es-dur KV 543 i g-moll KV 550 w letnich miesiącach 1788 roku.
Została ukończona w Wiedniu 10 sierpnia 1788. Skrajne części utrzymane są w metrum dwudzielnym, a środkowe − w trójdzielnym.

## Części

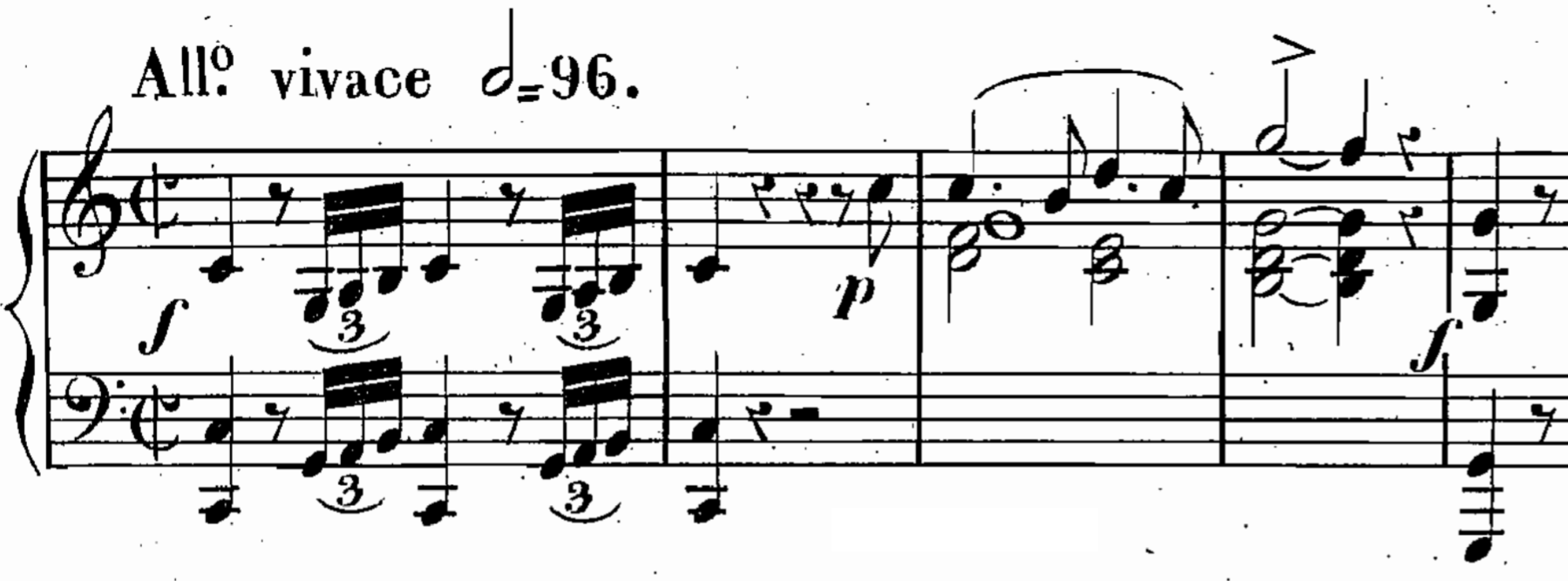
Temat główny I części Symfonii nr 41 (wyciąg fortepianowy Hummela)

Opracowano na podstawie materiału źródłowego:
1. Allegro vivace
2. Andante cantabile (częściowo stylizowana na sarabandę[2])
3. Allegretto (menuet–trio[3])
4. Allegro molto (finał o fakturze polifonicznej, szczególny w historii symfoniki[4])

## Instrumentacja
- 1 flet
- 2 oboje
- 2 fagoty
- 2 rogi
- 2 trąbki
- kotły
- I skrzypce
- II skrzypce
- altówki
- wiolonczele
- kontrabasy